# Susak

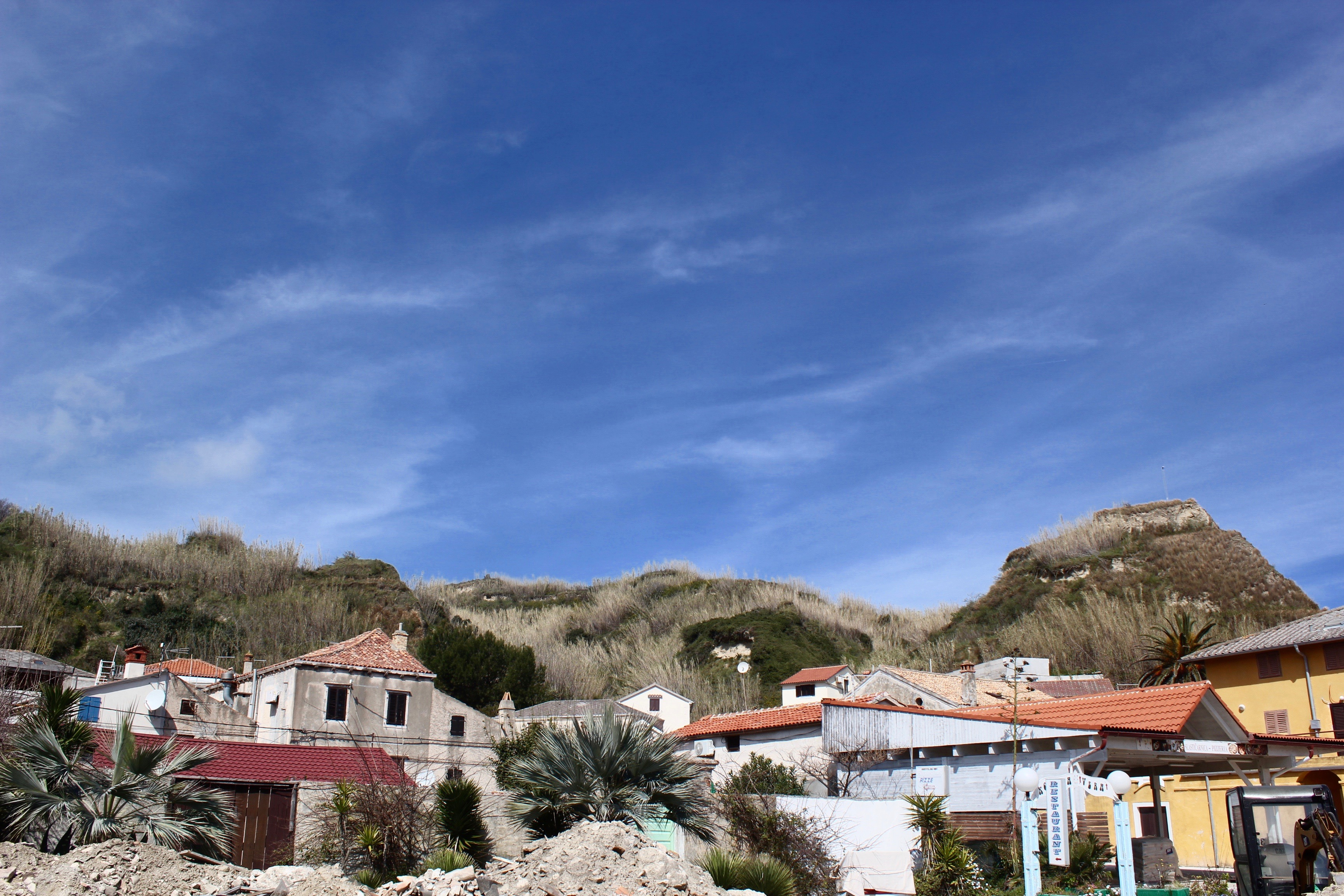
Pohled z ulice na vesnici Susak

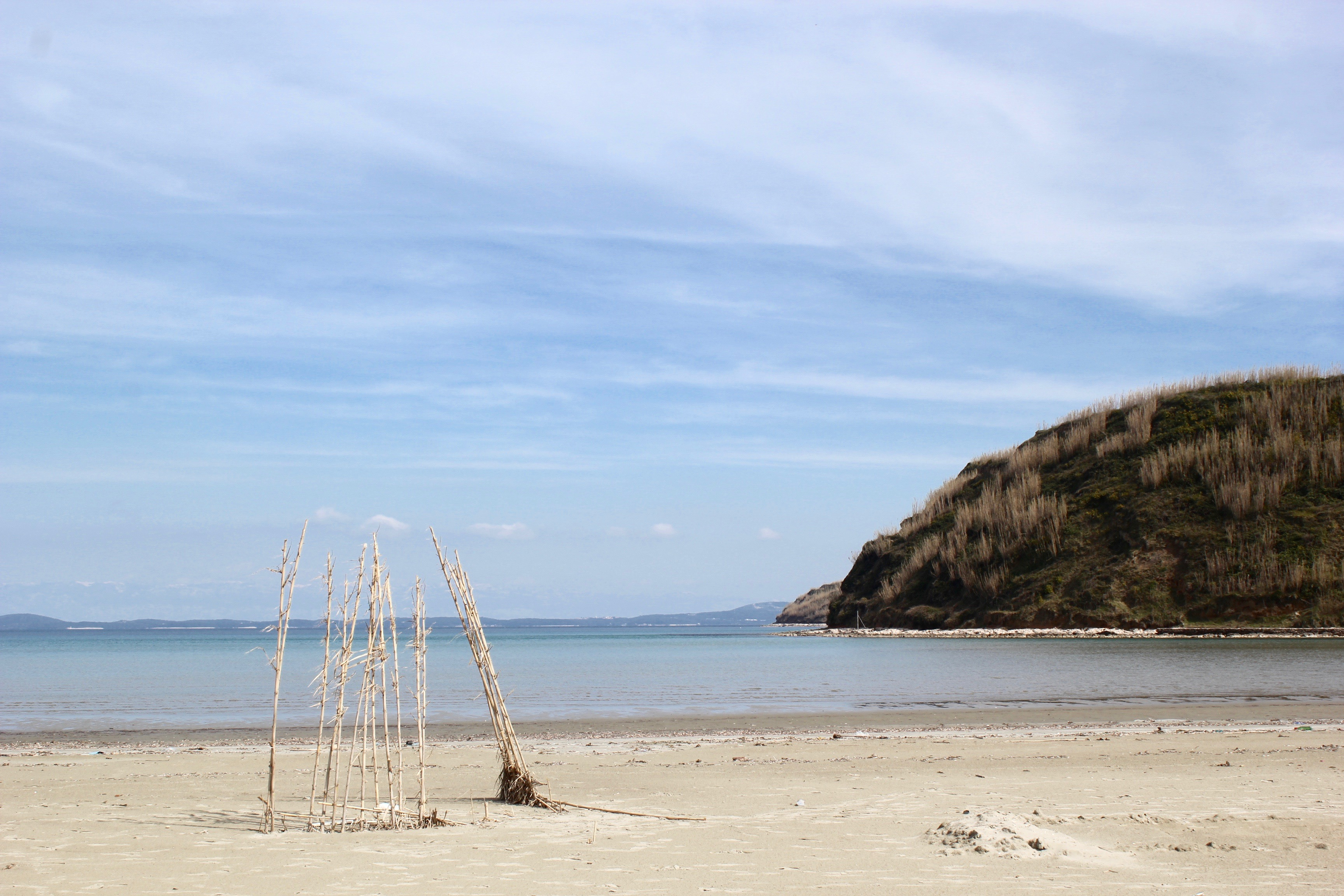
Pláž na ostrově Susak

Susak (italsky Sansego, německy Sansig) je malý chorvatský ostrov na severním pobřeží Jaderského moře. Název Sansego pochází z řeckého slova Sansegus, což znamená oregano, které na ostrově roste hojně.
Na ostrově, který se zejména v letních měsících stává stále oblíbenější turistickou destinací, žije stále malé procento původních obyvatel. V zimě je ostrov téměř opuštěný, zatímco na vrcholu letní sezóny čítá až 2 000 lidí. V roce 2011 na ostrově žilo 151 obyvatel, všichni ve stejnojmenné vesnici Susak. Mnoho původních obyvatel Susaku žije v současné době ve Spojených státech.[zdroj?] Rozloha ostrova je 3,5 km².

## Geografie
Ostrov se nachází v Kvarnerském zálivu jihovýchodně od Istrijského poloostrova, asi 7,4 km jihozápadně od ostrova Lošinj, 10 km jižně od ostrova Unije a 120 km východně od italského pobřeží. Susak je 3,6 km dlouhý a 2,5 km široký, s rozlohou přibližně 3,8 čtverečních kilometrů. Nejvyšším bodem na Susaku je Garba s výškou je 98 metrů nad hladinou moře.
Ostrov je geologicky odlišný od ostatních jadranských ostrovů v tom, že je většinou tvořen jemným pískem na vápencovém skalním podloží. Jak se písek dostal na ostrov není zatím vědcům[komu?] jasné. Zatímco někteří spekulují, že Susak vznikl ze sedimentů řeky Pád během poslední doby ledové, které se dostaly na povrch tektonickou aktivitou, jiní věří, že písek je navátý.[zdroj?] Vzhledem k porézní půdě nejsou na ostrově žádné stálé vodní toky, ani jiné vodní útvary.[zdroj?]

## Historie
O historii Susaku z doby před 20. stoletím je známo jen málo. Důvody jsou tři. Prvním důvodem je, že jen málo obyvatel Susaku mělo formální vzdělání. Před masivním odchodem obyvatel z ostrova po druhé světové válce bylo vzácné setkat se s obyvatelem ostrova, který by dokončil základní školu.[zdroj?] Druhým důvodem je, že se tak většina událostí z historie ostrova předávala ústně – nezaznamenávala se písemně. A třetí, nejpodstatnější důvod je, že historie ostrova byla důsledně manipulována, potlačována a ovlivňována těmi, kdo byli právě jeho vládci.[zdroj?] Například název ostrova byl změněn přinejmenším třikrát (Sansagus, Sansego a Susak), podle toho, jaká vláda jej ovládala,[zdroj?] Z těchto důvodů je obtížné přesně poskládat historii ostrova.

## Jídlo
Kuchyně Susaku kombinuje italskou, chorvatskou, rakouskou a středomořskou kuchyni. Mořské plody – zejména ryby, jako jsou sardinky, makrely a groupery – jsou populární zejména pro svou snadnou dostupnost[zdroj?]. Jehněčí a vepřové maso připravené na otevřeném ohni je také populární, ale je většinou vyhrazeno pro zvláštní příležitosti.[zdroj?]
Jako dezert jsou obvykle připravovány palačinky plněné marmeládou nebo ovocem, štrúdl nebo losi, smažené pečivo s moukou a sypané práškovým cukrem[zdroj?].